# Hollóháti Hedvig
Hollóháti Hedvig (angolul: Rowena Ravenclaw) J. K. Rowling egyik kitalált szereplője.
Hollóháti Hedvig a Roxfort Boszorkány- és Varázslóképző Szakiskola egyik alapítója volt, Griffendél Godrik, Hugrabug Helga és Mardekár Malazár mellett. Róla nevezték el az egyik házat. A Hollóhát házban a legnagyobb értékeknek a bölcsesség, az ész és a tanulás szeretete számít. Jelmondata: „Magad azzal ékesíted, ha az elmédet élesíted”.
Hollóháti Hedvigtől egyetlen tárgy maradt hátra: egy koboldok által készített diadém, melyet azonban elveszettnek hittek, ugyanis Hollóháti halála után senki nem tudta, hol van a diadém. A 7. kötetben kerül csak elő (Harry Potter találja meg), s kiderül, hogy korábban már Tom Denem (azaz Voldemort Nagyúr) is rátalált és horcruxot csinált belőle.
Hollóháti élő leszármazottairól semmit nem tudni, az viszont bizonyos, hogy volt egy lánya, Hollóháti Heléna, akinek a szelleme még ma is a Roxfort falai között „él”, ő a Hollóhát házi szelleme, akit Szürke Hölgy néven ismernek.